# Юніон (Вашингтон)
Юніон (англ. Union) — переписна місцевість (CDP) в США, в окрузі Мейсон штату Вашингтон. Населення — 683 особи (2020).

## Географія
Юніон розташований за координатами 47°20′51″ пн. ш. 123°5′43″ зх. д. / 47.34750° пн. ш. 123.09528° зх. д. (47.347508, -123.095182).  За даними Бюро перепису населення США в 2010 році переписна місцевість мала площу 4,19 км², уся площа — суходіл.

## Демографія
Згідно з переписом 2010 року, у переписній місцевості мешкала 631 особа в 294 домогосподарствах у складі 188 родин. Густота населення становила 151 особа/км².  Було 412 помешкання (98/км²).
Расовий склад населення:
| - 89,2 % — білих - 3,5 % — корінних американців - 1,3 % — азіатів - 0,3 % — чорних або афроамериканців - 1,0 % — осіб інших рас |

До двох чи більше рас належало 4,8 %. Частка іспаномовних становила 2,5 % від усіх жителів.
За віковим діапазоном населення розподілялося таким чином: 14,1 % — особи молодші 18 років, 58,3 % — особи у віці 18—64 років, 27,6 % — особи у віці 65 років та старші. Медіана віку мешканця становила 55,5 року. На 100 осіб жіночої статі у переписній місцевості припадало 99,1 чоловіків;  на 100 жінок у віці від 18 років та старших — 97,1 чоловіків також старших 18 років.
Цивільне працевлаштоване населення становило 65 осіб. Основні галузі зайнятості: виробництво — 43,1 %, фінанси, страхування та нерухомість — 30,8 %, науковці, спеціалісти, менеджери — 26,2 %.